# Umpomyrans naturreservat
Umpomyrans naturreservat är ett naturreservat i Luleå kommun i Norrbottens län.
Området är naturskyddat sedan 2019 och är 1,2 kvadratkilometer stort. Reservatet ligger nordväst om Vitå norr om Norra Kölens naturreservat och består av våtmarker och gammal granskog med inslag av asp, björk och sälg.  